# 郭山遗址
郭山遗址，位于江苏省扬州市仪征市，是中华人民共和国江苏省文物保护单位之一。
2011年12月30日，授予江苏省文物保护单位，是一座古遗址。